# Zemannite
La zemannite è un minerale.
Venne scoperta nel 1961 in un deposito di tellurio vicino a Moctezuma, nello stato di Sonora, Messico. Venne accettato come nuovo minerale dall'Associazione Mineralogica Internazionale (IMA) solo nel 1969 con il nome di zemannite, in onore del mineralogista austriaco Josef Zemann, che studiò a lungo i minerali di tellurio.